# Call of Duty: Vanguard
 (décembre 2021).
Call of Duty: Vanguard est un jeu vidéo de tir à la première personne développé par Sledgehammer Games et édité par Activision, sorti le 5 novembre 2021 sur PlayStation 4, PlayStation 5, Xbox One, Xbox Series et Microsoft Windows.
C'est le dix-huitième épisode de la série des Call of Duty, débutée en 2003. Cet opus signe le retour de la franchise durant la période de la Seconde Guerre mondiale, exploitée pour la dernière fois en 2017, avec Call of Duty: WWII.

## Système de jeu
Le jeu reprend le moteur graphique du précédent opus Call of Duty: Modern Warfare, paru en 2019. Celui-ci avait fait forte impression chez les fans de la série, en permettant des déplacements fluides, ainsi qu'une qualité visuelle et auditive accrue grâce à des environnements soignés. Ce moteur exploite le principe de la photogrammétrie, ce qui permet de photographier directement des textures issues du monde réel, pour les incorporer au jeu, ce qui offre une grande richesse et diversité de détails.

### Campagne
L'histoire principale du jeu prend place à la fin de la Seconde Guerre mondiale, au moment où l'Allemagne Nazie est sur le point de perdre la guerre.
Celle-ci est présentée pour la première fois au public le 25 août 2021 grâce à un gameplay inédit plongeant le joueur en plein cœur de la bataille de Stalingrad, diffusé sur la chaîne YouTube officielle de la licence. Un second trailer, diffusé le 11 octobre 2021, renseigne le joueur sur ce qu'il va découvrir lors de la sortie du titre.
Le joueur peut incarner 5 soldats d'élite recrutés au sein d'une toute nouvelle unité des forces spéciales appelée "Task Force One". Leur mission est d'infiltrer des sites prioritaires, éliminer des cibles ennemies importantes, et collecter des renseignements militaires vitaux pour l’Axe, en particulier en ce qui concerne le projet Phénix, avant qu'ils ne sortent d'Allemagne. Les membres de l'escouade sont des soldats dont les différentes actions individuelles ont aidé à changer le cours de la Seconde Guerre mondiale sur quatre fronts majeurs (Front de l'est, Front de l'ouest, Pacifique et Afrique du Nord) :   
- Soldat Lucas Riggs, expert en démolition, dans la campagne d'Afrique du Nord ;
- Lieutenant Wade Jackson du Pacifique  , un pilote plus à l'aise dans le ciel que sur le sol ;
- Lieutenant Polina Petrova, tireuse d'élite qui a défendu sa patrie sur le Front de l'est ;
- Sergent Arthur Kingsley du 9e bataillon de Parachutistes de l’Armée britannique ;
- Sergent Richard Webb, bras droit, ami et confident de Kingsley.

À travers la campagne Vanguard, le joueur revit les moments qui ont fait d’eux des héros et apprend comment ils se sont unis pour être le fer de lance de Task Force One. Il apprend aussi à connaître le concept de « Forces spéciales » internationales, et finalement, ce qui les amène face à face avec l’homme qui est le fer de lance de Projet Phénix : l’Oberst-Gruppenführer Hermann Wenzel Freisinger.
Ces cinq soldats d'élite sont librement inspirés de Charles Upham, Vernon Larsen Micheel, Lioudmila Pavlitchenko, Sidney Cornell et Terence Otway.

### Multijoueur
Comme tous les jeux de la licence Call of Duty, Vanguard propose un mode multijoueur complet dans lequel les joueurs peuvent incarner les différents protagonistes de la campagne solo, s'affrontant dans un entrainement grandeur nature.
Le mode a été dévoilé au public le 7 septembre 2021, grâce à un nouveau trailer, diffusé également sur la chaîne YouTube officielle du jeu.
Ce mode multijoueur comporte 20 cartes jouables au total, dont 16 incorporées aux différents modes de jeu de base (match à mort par équipe, mêlée générale, recherche et destruction, etc.) tandis que les quatre autres sont disponibles dans un tout nouveau mode de jeu intitulé "Champion de la Colline", dans lequel les joueurs s'affrontent dans une arène, généralement en petit groupe. Un mode similaire en 2 contre 2 avait déjà été présenté dans Call of Duty: Modern Warfare et Call of Duty: Black Ops Cold War.
Pour la première fois dans la licence, une nouvelle fonctionnalité fait son apparition : le « rythme de combat », qui permet au joueur d'avoir plus de contrôle sur l'intensité et la densité des principaux modes de jeu multijoueurs. Les joueurs peuvent choisir parmi trois filtres de rythme prédéfinis (Tactique, Assaut et Éclair ), favorisant différents styles de jeu afin d'adapter de manière unique l'expérience de jeu multijoueur. Ces préférences peuvent également être mélangées en sélectionnant l'option  « Tous » dans le menu partie rapide.
Le rythme "tactique" offre une expérience plus traditionnelle, avec un rythme de combat standard, au sein d'un affrontement en 6 contre 6. En revanche, le rythme "assaut" augmente le nombre de joueurs à 10 contre 10 ou 12 contre 12, avec un combat équilibré et plus bourré d'action sur toutes les cartes. Enfin, le rythme "Éclair" offre le nombre de joueurs le plus intense, 24 contre 24, des parties à très haute intensité, avec une expérience de combat similaire à celle du mode guerre terrestre de Modern Warfare. Les différents rythmes de combat peuvent être joués sur chacune des cartes multijoueurs de Vanguard.
La personnalisation des armes fait également son retour, avec une grande panoplie d'accessoires pour chaque arme du jeu, et des avantages/inconvénients qui viendront s'ajouter à celles-ci en fonction de l'équipement désiré.
Enfin, le jeu s'ajoute au stand alone Call of Duty: Warzone en ajoutant son équipement et son thème au sein de celui-ci.

### Zombie
Le jeu comporte un mode zombie, comme certains de ses prédécesseurs, notamment les opus supervisés par le studio Treyarch, comme Call of Duty: World at War, et plus dernièrement Call of Duty: Black Ops Cold War. Le mode est considéré comme une extension de l’histoire de l’Ether noir, et est un prologue au mode de Black Ops Cold War.
Les joueurs peuvent ainsi découvrir les origines de l'Ether Noir, et des entités démoniaques qui y sont liées. Ils incarnent différents soldats des forces spéciales, envoyés pour lutter contre la folie meurtrière de Oberführer Wolfram Von List, un officier SS déterminé à poursuivre la Seconde Guerre mondiale coûte que coûte, quitte à utiliser des morts vivants pour perpétuer l'héritage et la domination du Troisième Reich. Une entité démoniaque réveillée par Von List, le seigneur Kortifex, lui promet de lui offrir une armée de zombies, engendrée par les corps réveillés des soldats décédés sur le front de l'est.

## Accueil par la communauté des joueurs
Les retours des joueurs semblent plutôt mitigés. En effet, le jeu a reçu la note de 72/100 sur la plateforme Metacritic, recensant l'ensemble de la notation internationale. Les ventes au Royaume-Uni sont les plus basses enregistrées par la franchise depuis 14 ans. Toutefois, le jeu se hisse au sommet des ventes sur le PlayStation Store pour la fin novembre 2021, ce qui laisse présager une hausse des ventes numériques pour la fin de l'année.